# シッドゥール
シッドゥール、シッドゥーリーム（siddur）は、ヘブライ語・アラム語からなる日々の祈りを集成した書物。歴史的に、第二神殿破壊以降作成、変更・蓄積されてきたもの。シナゴーグ、家庭での祈りが収められている。
形成された社会によって内容に違いがあり、そのディアスポラの社会を反映したものとなっている。